# Comptosia insignis
Espèce
Comptosia insignis est une espèce d'insectes diptères appartenant à la famille des Bombyliidae.

## Description
C'est une mouche de grande taille (2 cm d'envergure).

## Répartition
Elle est originaire d'Australie.